# Embalse de Encinas de Esgueva
La presa de Encinas de Esgueva es una obra de ingeniería de regadío construida en el curso del Arroyo de la Dehesa, también llamado Eras, el cual desemboca en el río Esgueva.

## Situación

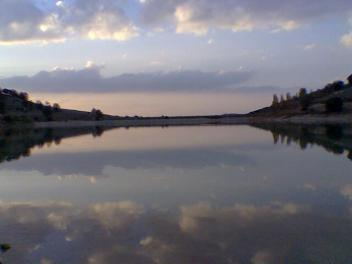
Imagen del embalse de Encinas de Esgueva.

Está situada a 2 km de la localidad de Encinas de Esgueva,  pertenece a la Cuenca hidrográfica del Duero en la provincia de Valladolid, comunidad autónoma de Castilla y León, España. La presa es de materiales sueltos con núcleo de arcilla. El embalse tiene una superficie de 13 ha, y una capacidad de 1 hm³.

## Fauna y turismo
Está permitido el baño y la pesca de especies como la trucha, la carpa común, la carpa royal, el carpín, el barbo, la bogas, el lucio, el blackbass y el percasol. En las zonas más profundas alcanza los 15 metros de profundidad. Cerca hay un merendero, lo que permite pasar jornadas de vacaciones en familia en el campo. También dispone de una ruta botánica